# Cantone di Jargeau
Il Cantone di Jargeau era una divisione amministrativa dell'arrondissement di Orléans.
È stato soppresso a seguito della riforma complessiva dei cantoni del 2014, che è entrata in vigore con le elezioni dipartimentali del 2015.
Comprendeva i comuni di:
- Darvoy
- Férolles
- Jargeau
- Neuvy-en-Sullias
- Ouvrouer-les-Champs
- Sandillon
- Sigloy
- Tigy
- Vannes-sur-Cosson
- Vienne-en-Val